# Tisserin noir
Ploceus nigerrimus
Espèce
Statut de conservation UICN

 LC  : Préoccupation mineure
Statut CITES
Le Tisserin noir (Ploceus nigerrimus) est une espèce de passereau appartenant à la famille des Ploceidae.

## Description brève
Le tisserin noir mesure environ 17 cm de long. La sous-espèce P. n. castaneofuscus présente un mâle noir (tête, poitrail, ailes queue) et marron (dos, arrière de dessous) et dont l’œil est jaune, et une femelle brunâtre tachée de noir sur le dessus et jaune sal lavé de roux sur le dessous. La sous espèce P. n. nigerrimus a un mâle totalement noir.

## Répartition et habitat
C'est un tisserin qui est réparti en Afrique subsaharienne depuis la Guinée jusqu'au bassin congo-gabonais. La première sous espèce est présente dans la zone ouest, jusqu'au Sud-Est du Nigéria et la seconde à partir du Cameroun et en Afrique centrale de l'Ouest. 
L'espèce est forestière et apprécie les zones humides. Elle est aussi assez présente à proximité des installations humaines.

## Liste des références utilisées
1. 1 2 3  Ron Demey et Benoît. Paepegaey, Oiseaux de l'Afrique de l'Ouest (ISBN 978-2-603-02396-9 et 2-603-02396-9, OCLC 944442325, lire en ligne)